# Ración C

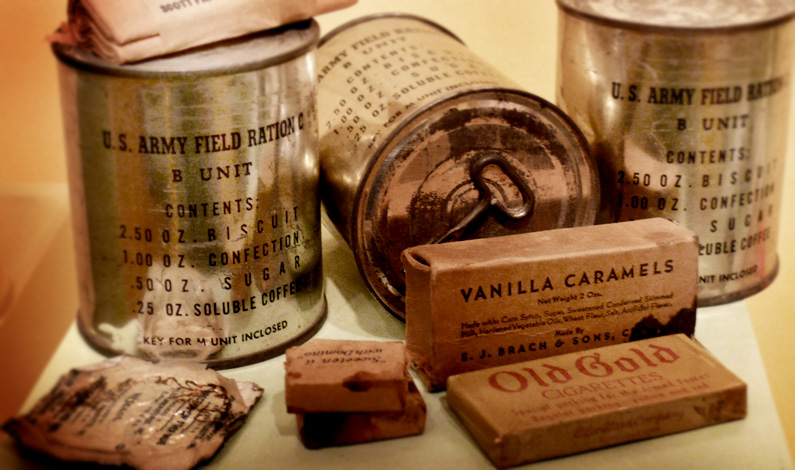
Una selección de latas de raciones C militares de los Estados Unidos de la Segunda Guerra Mundial con artículos expuestos. Tenga en cuenta que los cigarrillos Old Gold y los caramelos de vainilla no formaban parte de la ración C.

La ración C, también conocida como ración de campo, tipo C, fue una ración militar estadounidense que consistía de alimentos húmedos preparados y enlatados. Estaban destinados a servirse en situaciones en las que no había alimentos frescos o envasados disponibles y las raciones de supervivencia eran insuficientes. Fue reemplazada por la similar Meal, Combat, Individual (MCI) en 1958; su sucesor moderno es la Meal, Ready-to-Eat (MRE).
La ración C se desarrolló por primera vez en 1938. En 1940, se probaron las primeras raciones en el campo y poco después se adoptaron a gran escala. Independientemente de la idoneidad ambiental o las limitaciones de peso, la ración C se estandarizó con frecuencia para el uso en el campo debido a las condiciones operativas. A pesar de que la ración C se reemplazó in 1958, el nuevo MCI era muy parecido a la ración C y, de hecho, se le llamaba "ración C"; hasta que el MRE la reemplazó a fines de la década de 1970.
La ración C se distingue de otras raciones de alfabeto estadounidense, como la ración A, que incluye alimentos frescos; la ración B, que incluye alimentos envasados, no preparados; la ración D, que incluye chocolate militar; la ración K, que incluye tres comidas equilibradas; y las raciones de emergencia, que se utilizan en situaciones de emergencia cuando no hay otras raciones disponibles.

## Antecedentes y desarrollo

### Ración de hierro (1907-1922)
La Ración de Hierro, introducida in 1907, fue el primer intento de los Estados Unidos de hacer una ración individual para los soldados en el campo. Incluía paquetes de sal y pimienta, tres barras de 1 onza de chocolate endulzado, tres tortas de 3 onzas hechas de una mezcla de polvo de caldo de res y trigo cocido tostado. La ración estaba embalada en un paquete de hojalata sellado que pesaba una libra y se llevaba en el bolsillo superior de la túnica de un soldado de infantería para uso de emergencia en caso de que las tropas no pudieran recibir alimentos. Posteriormente se detuvo con la introducción de la "Ración de reserva", pero los resultados del desarrollo y el uso de la Ración de hierro llevaron al desarrollo de la Ración D de emergencia.

### Ración de reserva (1917-1937)
Durante la última parte de la Primera Guerra Mundial, se distribuyó una ración de reserva para alimentar a las tropas que estaban lejos de una guarnición o cocina de campaña. El paquete original contenía 12 onzas (0,3 kg) de tocino o 14 onzas (0,4 kg) de carne (normalmente cerdo enlatado), dos 8 onzas (0,2 kg) de galletas de pan duro o hardtack, un paquete de 1,16 onzas (0,1 kg) de café premolido, un paquete de 2,4 onzas (0,1 kg) de azúcar granulada y un paquete de 0,16 onzas (0,1 kg) de sal. Además, había una "ración de tabaco" separada con 0,4 onzas (0 kg) de tabaco y 10 papeles para liar cigarrillos. Posteriormente, los cigarrillos de marca de liar a máquina fueron reemplazados por estos.
Después de la guerra, hubo intentos de mejorar la ración en función de los aportes del campo. En 1922, la ración se reorganizó para consistir en 16 onzas (0,5 kg) de carne (generalmente carne seca), 3 onzas (0,1 kg) de corned beef o chocolate en lata, 14 onzas (397 g) de pan duro o galletas hardtack, café y azúcar. En 1925, la ración de carne fue reemplazada por cerdo enlatado y frijoles. En 1936, hubo un intento de variedad al tener un menú "A" de carne en conserva y un menú "B" de cerdo y frijoles. Esto se canceló con la introducción de la nueva ración C en 1938.

## Ración de campo, Tipo C (1938-1945)
La ración Tipo C original, comúnmente conocida como la ración C, estaba destinada a reemplazar la Ración de Reserva como una ración individual a corto plazo diseñada para un uso breve, para complementarse con la ración D de emergencia. 
El desarrollo de un reemplazo para la Ración de Reserva fue emprendido por el Laboratorio de Investigación y Desarrollo de Subsistencia de Intendente recién formado en Chicago en 1938 con el objetivo de producir una ración que fuera más apetecible, nutricionalmente equilibrada y con mejores cualidades de conservación.
La primera ración C consistía en 16 onzas (0,5 kg) unidad de 'carne' (unidad M) (reducida a 12 onzas (0,3 kg) después de haber sido probada en el campo durante las maniobras de Luisiana de 1940). En la ración C inicial, solo había tres variaciones del plato principal: carne y frijoles, picadillo de carne y patata, o estofado de carne y verduras. También se emitió una lata de pan y postre, o unidad B. Cada ración diaria (es decir, suficiente comida para un soldado durante un día) constaba de seis 12 oz (0,3 kg) latas (tres unidades M y tres unidades B), mientras que una comida individual constaba de una unidad M y una unidad B. La lata oblonga original fue reemplazada por el diseño cilíndrico más común en junio de 1939 debido a problemas de producción en masa con la forma anterior de la lata.
Las 12 oz (0,3 kg) de ración C estaban contenidas en una lata que tenía aproximadamente 4,4 pulgadas (11,2 cm) de altura y 3 pulgadas (7,6 cm) de diámetro. Estaba hecha de hojalata no corrugada, tenía una costura de soldadura de estaño visible e incorporaba una tira de apertura. Se soldó una llave para usar en la tira de apertura a la base de cada lata de la unidad B.
Las primeras latas de raciones C tenían un acabado aluminizado, pero a finales de 1940 se cambió a un acabado de laca dorada para mejorar la resistencia a la corrosión. Hubo una variación notable en la profundidad del color dorado en las latas antiguas de la Segunda Guerra Mundial, debido a la gran cantidad de proveedores involucrados. Al final de la guerra, esto se cambió a pintura verde monótona, que siguió siendo estándar durante el resto de la vida útil de la ración C, así como la del MCI.
Durante la guerra, los soldados solicitaron con frecuencia que las latas cilíndricas fueran reemplazadas por otras planas y rectangulares (similares a una lata de sardinas), comparables a las utilizadas en las primeras versiones de las raciones K contemporáneas, por su compacidad y empaquetabilidad; pero esto se consideró poco práctico debido a la escasez de maquinaria comercial disponible para producir latas rectangulares. Después de 1942, la ración K también volvió al uso de pequeñas latas redondas.
Inicialmente, las latas de raciones C estaban marcadas solo con etiquetas de papel, que pronto se cayeron y convirtieron las cenas en un juego de adivinanzas; los soldados e infantes de marina de los EE. UU. que recibían un elemento impopular del menú varias noches seguidas, a menudo se sentían impotentes para negociar por uno más apetecible.
La ración C, en general, no fue del agrado del ejército de los EE. UU. o las fuerzas de la Marina en la Segunda Guerra Mundial, quienes encontraron las latas pesadas y engorrosas, y el menú monótono después de un corto período de tiempo. También hubo problemas inevitables con la consistencia del producto dada la gran cantidad de proveedores involucrados y las presiones de la producción en tiempos de guerra. Cuando se entregó a las fuerzas británicas u otras fuerzas de la Commonwealth que anteriormente emitían raciones de tipo hardtack y bully beef, la ración C se aceptó inicialmente, pero la monotonía también se convirtió en una queja principal después de unos días de consumo. A las fuerzas australianas tendía a disgustarles la ración C, encontrando los alimentos enlatados generalmente sosos, de textura demasiado blanda y poco atractivos. Originalmente destinada solo para un uso poco frecuente, las exigencias del combate a veces obligaron a las autoridades de suministro a hacer de la ración C la única fuente de sustento durante varias semanas seguidas. En 1943, una junta de racionamiento que revisaba los exámenes médicos de los soldados después del uso prolongado de raciones C recomendó que se limitaran a un máximo de cinco días continuos en ausencia de suplementos con otras raciones.
Si bien la especificación inicial se declaró oficialmente obsoleta en 1945, y la producción de todas las raciones Tipo C finalizó en 1958, las reservas existentes de raciones Tipo C originales y revisadas continuaron entregándose a las tropas que servían en Corea e incluso hasta la guerra de Vietnam. Un comandante de tanque de la Infantería de Marina que prestaba servicio en Vietnam en 1968 notó que su unidad con frecuencia recibía existencias más antiguas de raciones C, completas con fechas de principios de la década de 1950 en las latas.

### Unidad "M"
La unidad M contenía un plato principal enlatado originalmente hecho de carne estofada (una mezcla de carne de res y cerdo) sazonada con sal, varias especias y cebollas picadas. Inicialmente venían en tres variedades: Guiso de Carne con Frijoles, Carne con Picadillo de Vegetales y Guiso de Carne con Vegetales (zanahorias y papas). La naturaleza común del menú era intencional y estaba diseñada para duplicar los elementos del menú (hachís, guisos, etc.) que normalmente se servían a los soldados como raciones A o B en los comedores del ejército.
En 1943 se agregó otro nuevo elemento del menú, "Carne y espaguetis en salsa de tomate". A finales de 1944 "Picado de Jamón, Huevo y Patata", "Carne y Fideos", "Cerdo y Arroz", "Francfort y Frijoles", "Cerdo y Frijoles", "Jamón y Frijoles" y "Pollo y Verduras" se introdujeron en un intento de aumentar el período de uso continuo de las raciones C. El impopular Meat Hash y la igualmente impopular comida experimental "Estofado de cordero con verduras" se abandonaron. En la revisión final, se agregó "Estofado de carne con verduras" en 1945. Según todos los informes, después del estofado de picadillo de carne y cordero, el plato principal de jamón y habas fue el más impopular; a pesar de los continuos informes de campo negativos, inexplicablemente siguió siendo un plato principal estándar no solo durante la Segunda Guerra Mundial, sino también durante la guerra de Corea y la guerra de Vietnam.

### Unidad "B"

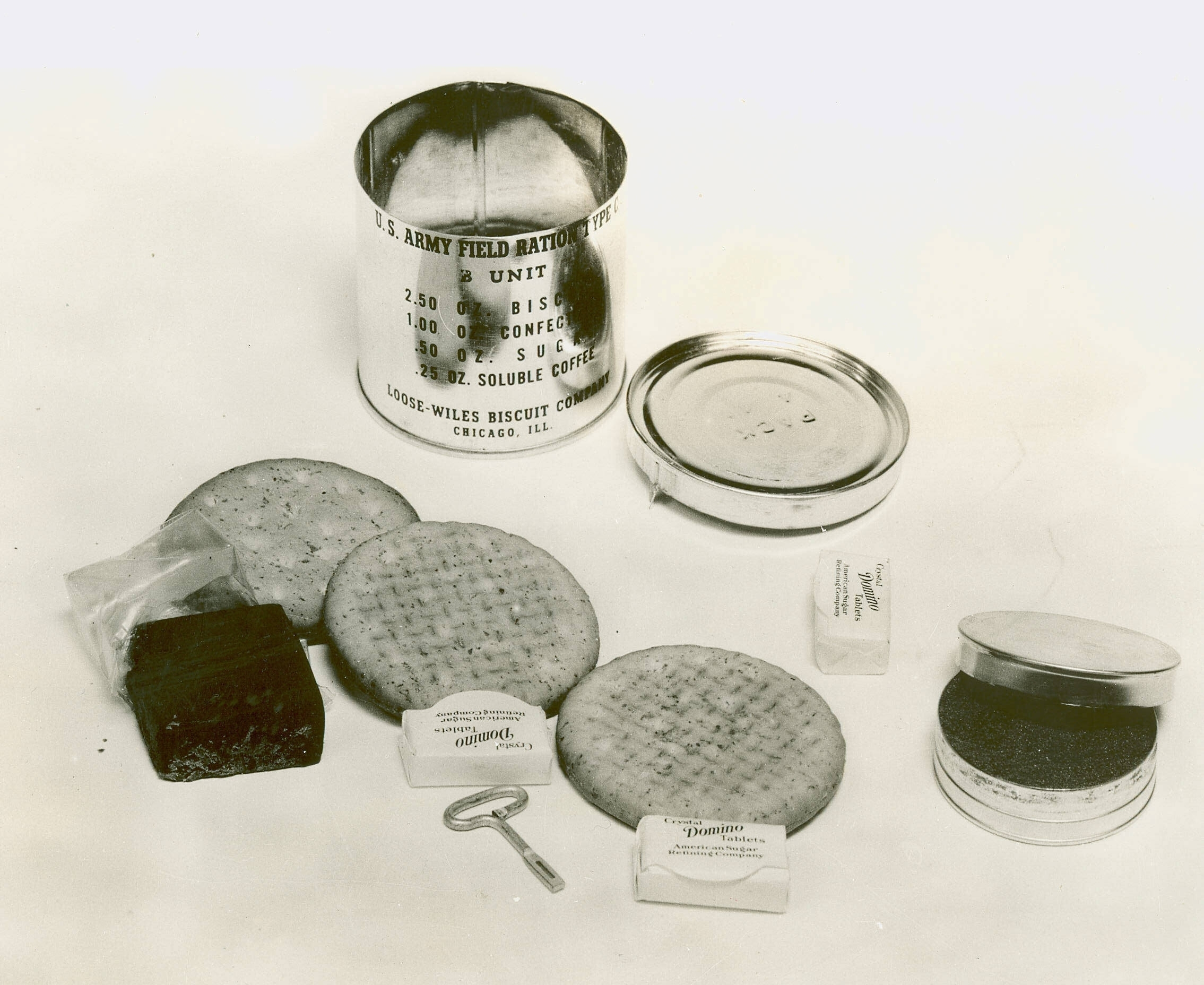
Una unidad B abierta de 1941 con contenido: dulce de chocolate envuelto en celofán, tres galletas, tres terrones de azúcar prensados y una lata pequeña de café soluble.

La unidad B (porción de pan y postre) contenía varias galletas saladas ricas en calorías, 3 tabletas de azúcar, 3 tabletas energéticas de dextrosa y un paquete o lata pequeña de mezcla para bebidas (café instantáneo, bebida de limón sintética en polvo, que contiene la fuente principal de las raciones de vitamina C; o sopa de caldo en polvo). Las revisiones posteriores agregaron bebida de naranja en polvo (1944), cacao en polvo endulzado (1944) y bebida de uva en polvo (1945), todas enriquecidas con vitamina C, a la lista de bebidas. En 1941, las tabletas energéticas fueron reemplazadas por caramelos sueltos, como cacahuetes o pasas recubiertos de caramelo, caramelos duros Charms o caramelos de chocolate o vainilla Brachs. Debido al deterioro, el dulce suelto fue reemplazado en 1944 con un disco de chocolate (por ejemplo, Brachs fudge disk) o un sándwich de galletas (p. ej., Jim Dandee), y el número de galletas se redujo a 4.
Otra unidad B, que consiste en cereal de avena premezclado, se introdujo en 1944 como una ración de desayuno que generalmente se combinaba con la comida "Jamón, huevo y papa".

### Paquete de accesorios
La inclusión de accesorios y condimentos adicionales condujo al desarrollo de un paquete de accesorios.
El paquete de accesorios de papel de carnicero marrón contenía tabletas de azúcar, tabletas de purificación de agua de halazona (durante un breve período en 1945), una cuchara de madera plana, un chicle recubierto de caramelo, 3 paquetes de 3 muestras "cortas" o una "larga" muestra de un paquete de 9 cigarrillos de calidad comercial y una caja de 20 cerillas de cartón resistentes a la humedad, un abrelatas P-38 envuelto en papel con instrucciones impresas para su uso adecuado y, por lo general, 22,5 hojas de papel higiénico (en comparación con 3 hojas para el ejército británico). Los abrelatas P-38 generalmente se usaban en la cadena de "placa de identificación" del soldado para facilitar la apertura de las latas de la próxima comida.
En 1945, se modificó el paquete de accesorios. Por orden del Cirujano General, se retiraron las tabletas de halazona y se agregaron tabletas de sal. Además, los comentarios del campo revelaron que algunos soldados abrieron paquetes de accesorios solo para obtener los cigarrillos y tiraron el resto de los artículos. Para reducir el desperdicio, el paquete de accesorios ahora se dividió en el paquete corto con cigarrillos y fósforos, y el paquete largo que contenía los demás accesorios. 
Las marcas de cigarrillos emitidas incluyeron Camel, Chelsea, Chesterfield, Craven A, Lucky Strike, Old Gold, Philip Morris, Player's, Raleigh y Wings.[cita requerida] 

### Cajas
Las raciones venían empacadas en una pequeña caja rectangular de madera que pesaba 40 lbs. y tenía un volumen de 1.12 pies cúbicos. Cada caja contenía 8 raciones diarias de 3 comidas cada una para un total de 24 unidades M, 24 unidades B y 24 paquetes de accesorios.
Las primeras raciones venían con una variedad de 8 unidades M de carne y frijoles, 8 picadillo de carne y vegetales, 8 unidades M de estofado de carne y vegetales y 24 unidades B. Las raciones posteriores (c. 1944-1945) agregaron una comida de desayuno de 8 unidades M de jamón picado, huevo y patata y 8 unidades B de cereales comprimidos en lugar del picadillo de carne y verduras. Los elementos alternativos del menú de unidades M venían empacados en cajas de 24 unidades M (y 24 unidades B) en lugar de un menú mixto 8-8-8 como los elementos principales.

## Ración de campo, Tipo E (1946-1948)
Después de la Segunda Guerra Mundial hubo un intento de combinar las mejores características de la ración C y la ración K en una nueva ración individual. Llamada la ración E, era para todos los efectos la misma ración C enlatada, con la adición de algunos componentes nuevos. En las pruebas de campo, se encontró que el componente de pan de la ración E era tan desagradable que la ración E se eliminó rápidamente de la clasificación y el inventario.

## Ración, individual, combate, tipo C (revisada) (1948-1958)
Después del fracaso de la ración E, los planificadores de raciones decidieron ahorrar costos volviendo a la designación básica de ración C, revisada intermitentemente con nuevos menús y especificaciones de artículos.

### Ración tipo C-2 (1948-1951)
La ración C-2 fue descrita en el TB-QM-53, Departamento del Ejército, de marzo de 1948, como una ración individual que consistía en alimentos precocinados envasados que podían consumirse fríos o calientes. Reemplazó la ración C de la Segunda Guerra Mundial y, más tarde, la ración E de corta duración. Podría ser llevado y preparado por el soldado individual. La ración C revisada ahora estaba destinada a alimentar a las tropas de combate de forma continua, hasta tres semanas (21 días). Debido a la portabilidad individual requerida de esta ración, la máxima nutrición debía proporcionarse en la unidad física más pequeña. Los componentes de esta ración se prepararon en cinco menús diferentes.
Cada menú incluía un paquete de accesorios que consistía en artículos de tocador esenciales, tabaco y dulces.

### Ración tipo C-3 (1951-1953)
En 1951, se introdujo un nuevo menú C-3 para la ración C. La ración C-3 estaba compuesta por los mismos cinco menús de la C-2, pero ofrecía mayor variedad. Además de las nuevas y mejoradas unidades “B” (pan) y “M” (carne), cada menú contenía un paquete de accesorios, fruta y cigarrillos. La ración era muy pesada, con un peso de 5 libras 8.5 onzas [2.5 kg.], y se envasó en 8 latas pequeñas en una caja de cartón. Había 6 cajas de raciones diarias por caja de cartón.
- Tres componentes “M” (carne), que ofrecían 10 variedades diferentes de platos principales de carne.
  - Huevos Picados y Jamón
  - Carne de cerdo y Frijoles
  - Trozos de Carne y Frijoles
- Tres componentes “B” (pan) que consisten en:
  - B-1: una unidad de 5 crackers, un paquete de café soluble, un paquete de leche en polvo, un paquete de azúcar granulada, un disco de cacao y un 1,5 oz (0 kg) lata de mermelada.
  - B-2: una unidad de 5 galletas saladas, un paquete de café soluble, un paquete de leche en polvo, un paquete de azúcar granulada, 1 sándwich de galleta y 1 disco de fudge de chocolate.
  - B-3: una unidad de 5 galletas saladas, un paquete de café soluble, un paquete de leche en polvo, un paquete de azúcar granulada, 2 sándwiches de galleta y 1,5 oz (0 kg) lata de mermelada.
  - B-4: unidad de cereal premezclado y comprimido.
- Uno 12 oz (0,3 kg) lata de fruta.
- Una lata de varios que contiene el paquete de accesorios (chicle, papel higiénico, un abrelatas P-38, sal granulada y una cuchara plana de madera) y el paquete de cigarrillos (un paquete de 9 cigarrillos y una caja de fósforos).

No se requirió equipo de cocina de campo para la preparación de esta ración. La ración C-3 fue más adecuada que la ración C original con respecto a su valor nutricional.

### Ración tipo C-4 (1954-1958)
En 1954, la ración C-4 se desarrolló como una modificación de la ración C-3 y se denominó Ración, Combate, Individual. Incluyó la emisión de dos 6 onzas (0,2 kg) latas de fruta para 2 comidas en sustitución de la de 12 onzas (0,3 kg) lata emitida para una comida en la ración C-3.
Una muestra de ración C-4 (sellada en marzo de 1954) contenía:
- 1 hoja de instrucciones
- 2 barras de queso (1,5 onzas netas/43 g netos)
- 2 barras de cereales clase 5 (1,5 onzas netas/43 g netos)
- 3 barras de chocolate enriquecido tipo XII estilo 1 (1 onza/28 g)
- 1 barra de gelatina (2 onzas/56 g)
- 2 barras de pastel de frutas (2 onzas/56 g)
- 3 barras de chicle de menta Topps
- 3 sobres de azúcar Domino
- 3 sobres de "producto de té soluble" de Nestea
- 1 paquete de azúcar soluble pura
- 1 paquete de producto en crema soluble
- 1 botella de pastillas potabilizadoras de agua (yodo)
- 1 bolsa de plástico

## Fin de la ración C
En su introducción, el QMC declaró que la ración C estaba destinada a un uso a corto plazo por períodos que no excedan los tres días. Después de la guerra, a la luz de la monotonía de los informes de evaluación de campo, la Rama de Servicios de Alimentos de QMC usó esta limitación como una defensa a la respuesta en gran parte negativa a la ración C durante la guerra, mientras que al mismo tiempo defendía la estandarización en el C-ration como la única ración empaquetada individual para las tropas estadounidenses. El QMC no solo decidió no desarrollar o introducir nuevas raciones individuales ligeras alternativas, sino que hizo una campaña exitosa para eliminar las alternativas, incluidas la ración K, la ración Mountain, la ración Jungle y la ración grupal 10 en 1 (que había demostrado ser algo útil para aumentar la nutrición y aliviar las quejas de monotonía de los hombres que viven durante períodos prolongados con raciones C o raciones K).
En cambio, la ración C, todavía designada como una ración empaquetada destinada a un uso poco frecuente a corto plazo, pasó por una serie de revisiones menores en gran parte sin éxito. Esta decisión resultó en la limitación de las tropas en el campo a una sola clase de ración empaquetada que, a pesar de las variaciones en las comidas, no era adecuada para entornos de campo variados ni para uso a largo plazo. Las tropas continuaron quejándose de la monotonía de una sola clase de ración de campo con uno o más elementos de menú desagradables, especialmente cuando las raciones A y B no estaban disponibles durante períodos prolongados.
Implementada principalmente debido a problemas de costos, la selección de una ración húmeda enlatada pesada resultó en una severa penalización de peso para las tropas que marchaban a pie y se vieron obligadas a llevar un suministro de raciones para varios días. El uso excesivo de la ración húmeda enlatada llegó a un extremo durante la guerra de Vietnam, donde las tropas estadounidenses recurrieron a colocar latas de raciones apiladas en calcetines para ahorrar volumen y reducir el ruido en las patrullas, mientras que su enemigo aumentaba su movilidad llevando raciones ligeras de arroz seco. La insistencia de Quartermaster Branch en las raciones húmedas enlatadas para todos los problemas de campo de la posguerra y la falta de desarrollo de una ración deshidratada liviana adecuada u otra ración seca para la jungla y otros entornos extremos condujo directamente al desarrollo apresurado de la ración LRP o la ración de Patrulla de Largo Alcance en 1966.
A partir de 1958, las raciones C fueron reemplazadas lentamente por la casi idéntica ración enlatada Meal, Combat, Individual. Estas raciones se emitieron durante la mayor parte de las siguientes dos décadas, hasta que fueron reemplazadas por Meal Ready to Eat o MRE a mediados de la década de 1980.

## Influencia
Las raciones C durante la guerra de Corea llevaron más tarde a la introducción del café instantáneo en Corea del Sur.